# Eugène Vallin
Eugène Vallin (Herbéviller, 1856 – Nancy, 1922) è stato un architetto ed ebanista francese.

## Biographie

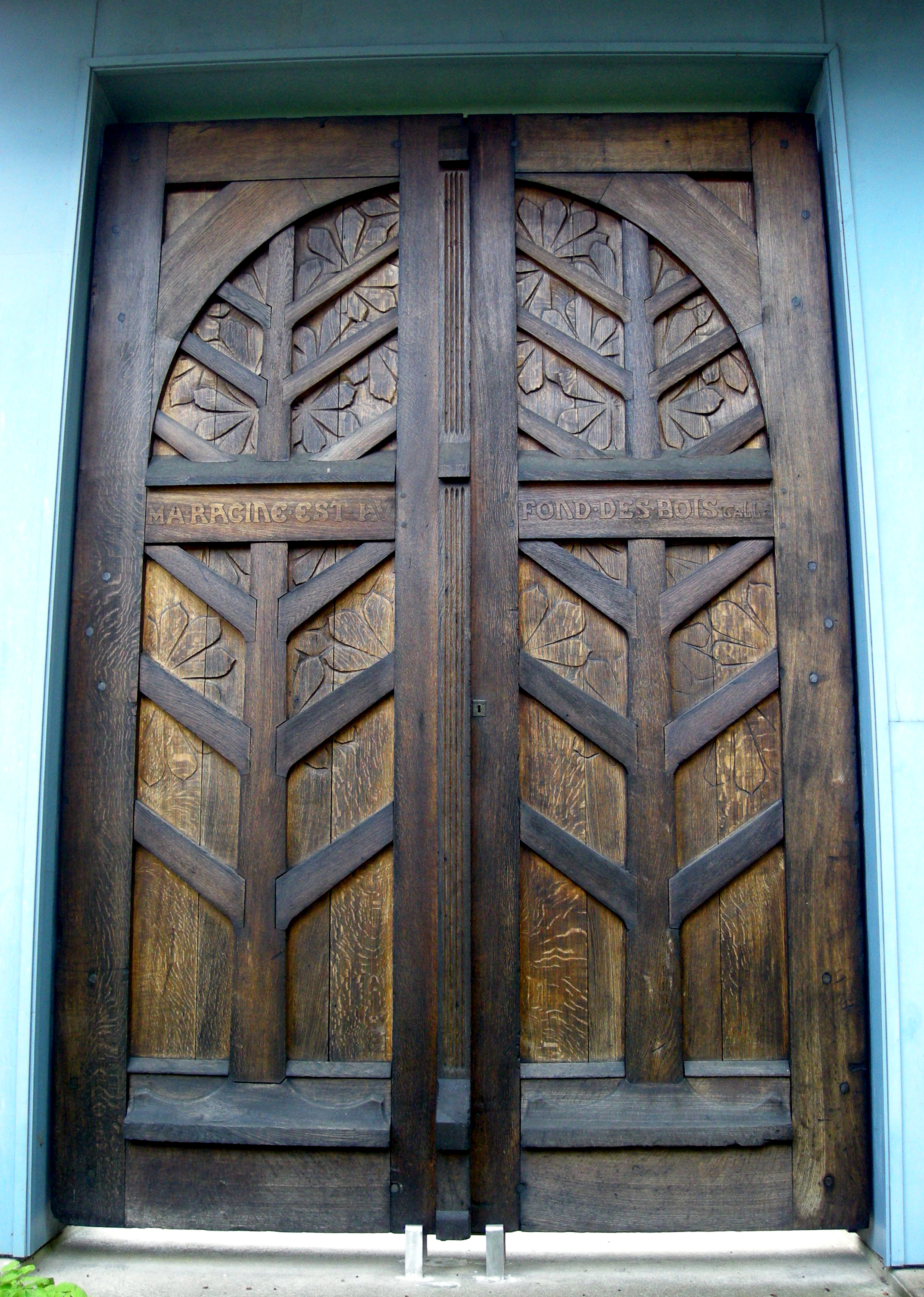
La porta in legno eseguita su commissione di Émile Gallé nel 1897

Studiò all'École des beaux-arts de Nancy e fece apprendistato di ebanisteria presso la bottega di suo zio nel 1881.
I suoi primi successi furono dei mobili per l'arredo di chiese, ma divenne rapidamente un creatore e artista dell'Art Nouveau sotto l'influenza di Gallé al quale realizzò la porta dei suoi nuovi laboratori. Ma fu come ebanista che divenne famoso per la produzione su commissione: realizzò quindi sale da pranzo e camere di diverso genere per i notabili di Nancy: Eugène J.B. Corbin, Masson, Bergeret, Kronberg…
Nel 1895 costruì la sua nuova bottega e abitazione a boulevard Lobau a Nancy, che fu il primo edificio Art nouveau della città.
Nel 1901 divenne vice presidente del comitato direttivo dell'Alliance che poi divenne la scuola di Nancy.
Nel 1909 realizzò il padiglione della scuola di Nancy all'Exposition internationale de l'Est de la France che ebbe luogo a Nancy.
In architettura fu un pioniere nella costruzione in calcestruzzo e ferro, metodo che usò per la costruzione del padiglione della scuola di Nancy all'Exposition internationale de l'Est de la France.

## Opere

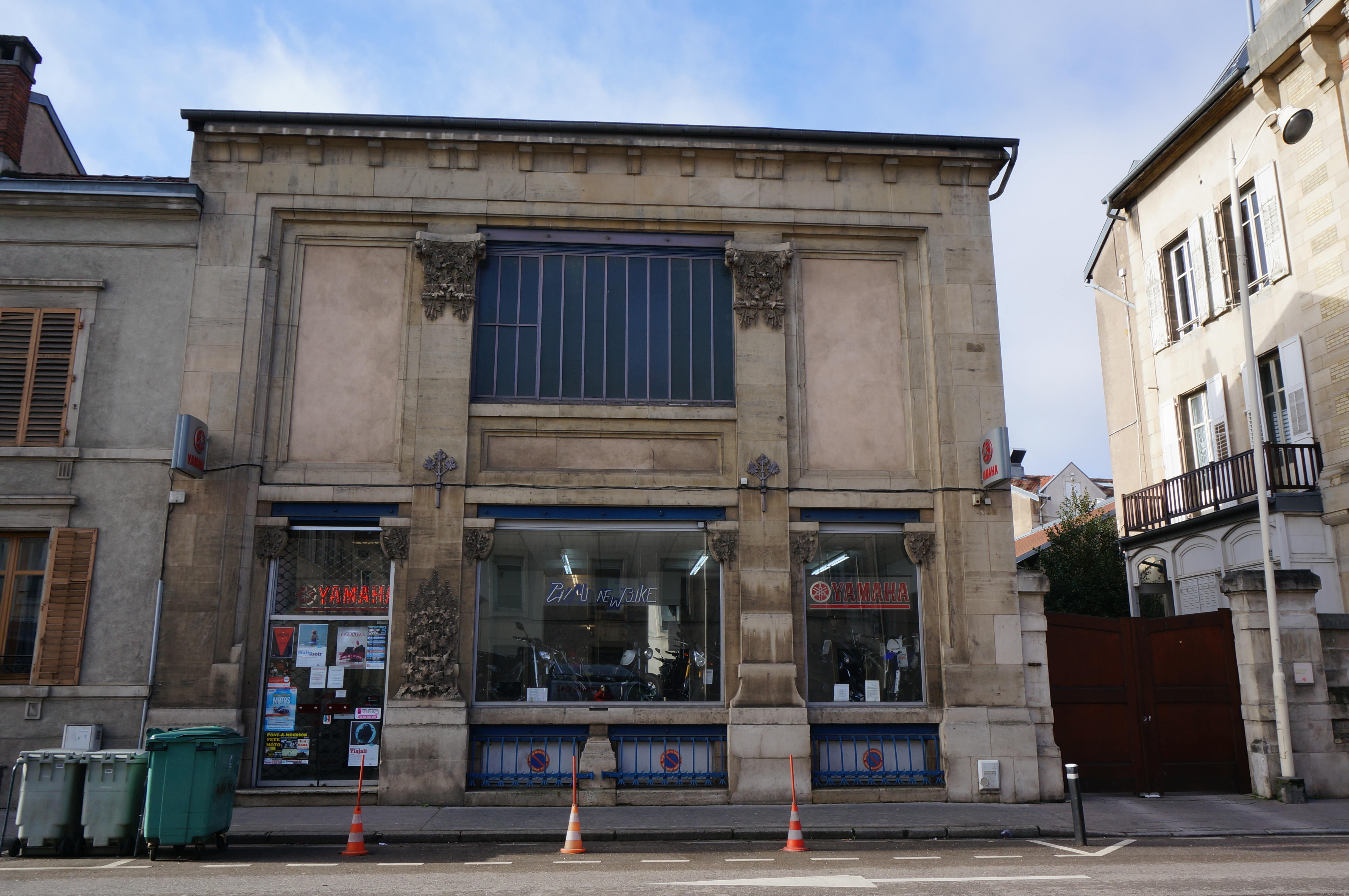
La bottega di Vallin a Nancy.

### Architettura
- Maison et Atelier Vallin, 1895, boulevard Lobau a Nancy.
- Maison du Peuple, 1902, rue Drouin, Nancy
- Immeuble Georges Biet, 1902, 22 rue de la Commanderie, realizzato in collaborazione con Georges Biet.
- Mairie d'Euville, 1901-1903,
- Immeuble 86 rue Stanislas, 1906.

### Casse d'organo

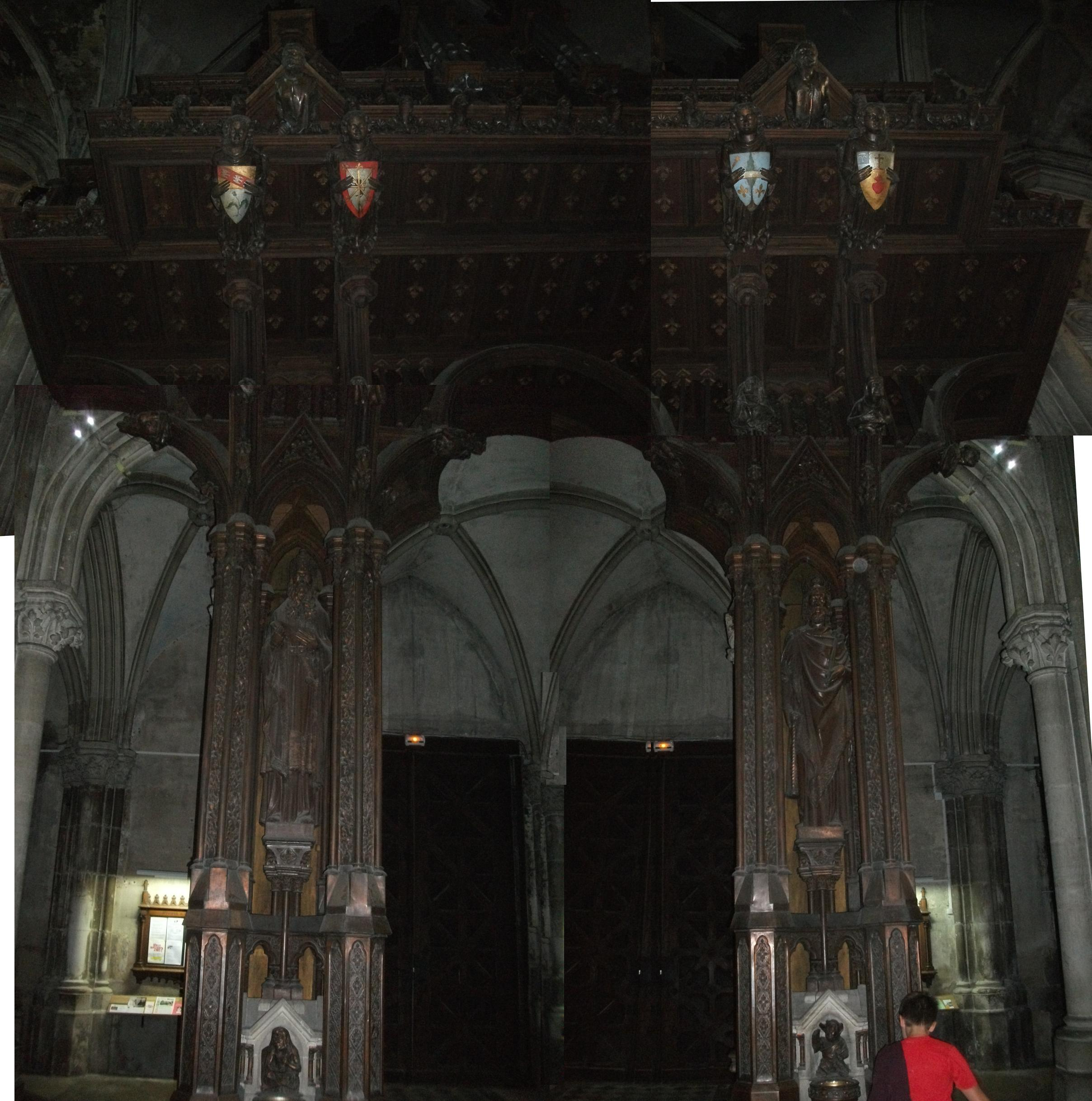
Piloni della cassa d'organo di St-Léon.

Poco conosciuto per questa sua attività, Vallin realizzò diverse casse d'organo per delle chiese della Lorena:
- a Meurthe-et-Moselle :
  - a Nancy nella chiesa di Saint-Léon (cassa in stile neogotico) e di Saint-Nicolas.
  - a Lunéville (organo del coro della chiesa di Saint-Jacques de Lunéville).
- nel dipartimento della Mosa :
  - a Euville e Saint-Mihiel (organo del coro dell'abbazia di Saint-Mihiel).
  - a Buxières-sous-les-Côtes nella chiesa di Saint Georges, nel 1898, inscritto nell'Inventaire Supplémentaire des Monuments Historiques nel 1992.
- nel dipartimento dei Vosgi: Thaon-les-Vosges (abbazia di Notre-Dame d'Autrey).